# 広島県日本調理技能士会
一般社団法人広島県日本調理技能士会（いっぱんしゃだんほうじん ひろしまけんにほんちょうりぎのうしかい）は、広島県内の調理師で構成される職能団体。広島県における調理技術の向上と食文化の発展を目的として設立された。2024年8月23日あいおいニッセイ同和損保、アイオイ保険センターとの包括連携協定を締結している。

## 事業内容
- 広島県における調理技能士の組織化、指導、連絡
- 調理技能士の技能・知識向上のための事業援助
- 調理技能士の処遇改善と社会的地位向上のための啓蒙・宣伝
- 職業訓練・技能検定への協力
- 関係機関との連絡・調整
- 技能に関する資料収集・提供、調査研究